# كيلي تشن
كيلي تشن (بالصينية: 陳慧琳) (و. 1972 – م) هي ممثلة، ومغنية، من جمهورية الصين الشعبية، ولدت في هونغ كونغ.

## التعليم
تعلمت في كلية بارسونز ذا نيو سكول للتصميم ‏.

## وصلات خارجية
- كيلي تشن على موقع IMDb (الإنجليزية)
- كيلي تشن على موقع ألو سيني (الفرنسية)
- كيلي تشن على موقع ميوزك برينز (الإنجليزية)
- كيلي تشن على موقع أول موفي (الإنجليزية)
- كيلي تشن على موقع إن إن دي بي (الإنجليزية)
- كيلي تشن على موقع ديسكوغز (الإنجليزية)
- كيلي تشن على موقع قاعدة بيانات الفيلم (الإنجليزية)
- كيلي تشن على موقع كينوبويسك (الروسية)